# مهنومن، شهرستان سنت لوئیس، مینه‌سوتا
مهنومن (به انگلیسی: Mahnomen) یک منطقهٔ مسکونی در ایالات متحده آمریکا است که در Brevator Township واقع شده‌است. مهنومن ۲۳۹ نفر جمعیت دارد و ۳۹۱٫۰۶ متر بالاتر از سطح دریا واقع شده‌است.